# Carl Büchsel
Carl Albert Ludwig Büchsel (* 2. Mai 1803 in Schönfeld in der Uckermark; † 14. August 1889 in Berlin) war ein lutherischer Geistlicher und Autor, der in Berlin und Brandenburg wirkte.

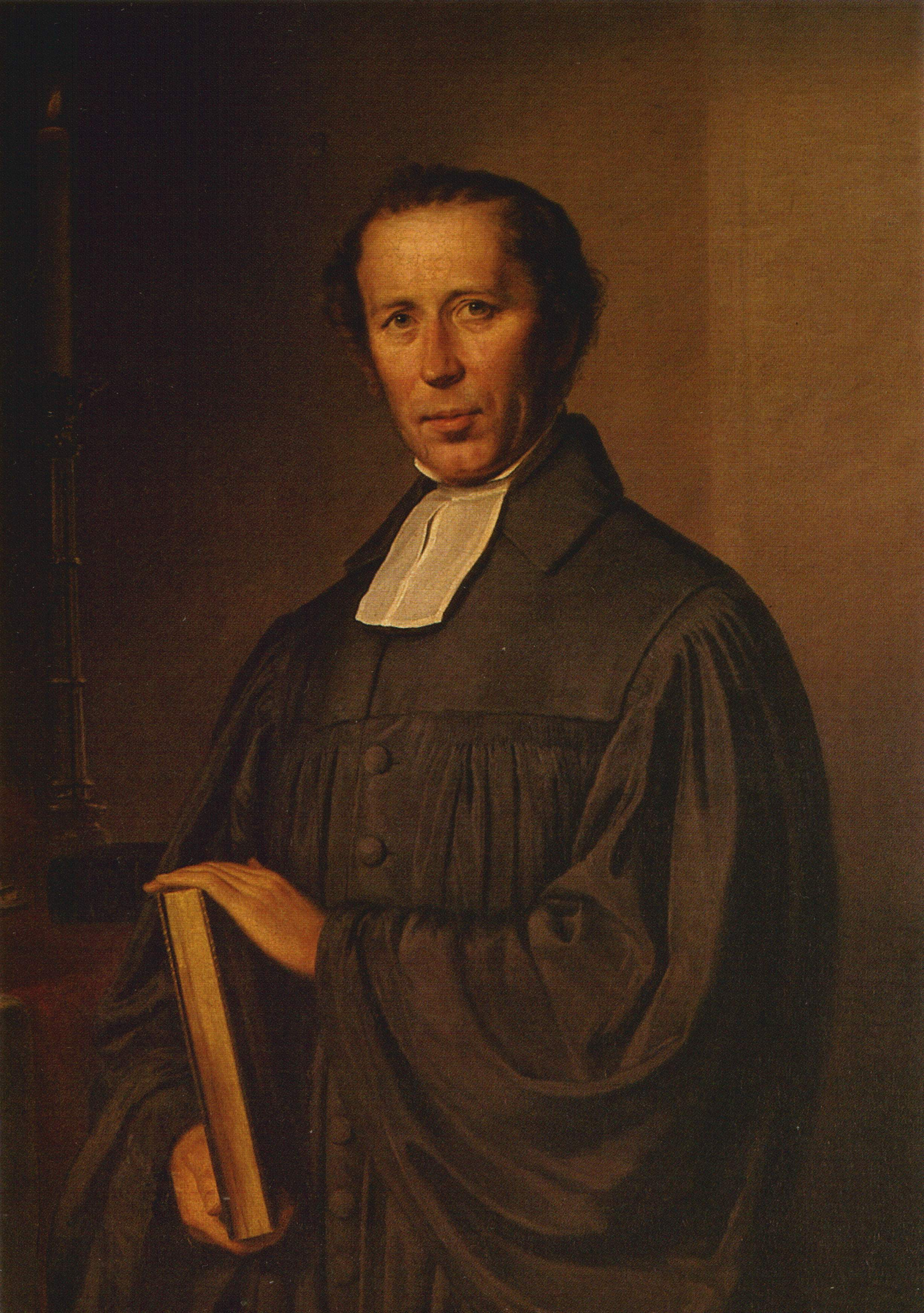
Hermann Ernecke:
Generalsuperintendent
Carl Büchsel (um 1850)

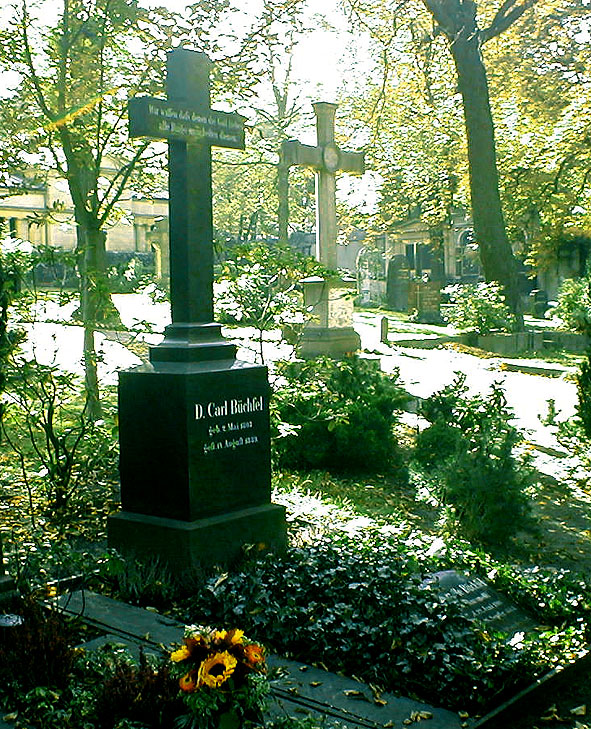
Alter St.-Matthäus-Kirchhof: Grab Carl Büchsel

## Biografie
Carl Büchsel war das fünfte von acht Kindern des Pfarrers Gotthilf Karl Friedrich Büchsel (* 16. September 1758 in Schönfeld; † 20. Februar 1828 ebenda) und seiner Frau Dorothea Luise Friederike Millies (* 1. März 1772 in Rügenwalde; † 8. Dezember 1812 in Schönfeld). Er besuchte das Gymnasium von Prenzlau, wo er am 13. April 1824 seine Hochschulreife erlangte. Im selben Jahr nahm er an der
Universität Berlin das Studium der Mathematik und der Theologie auf. In Schönwerder (Prenzlau)  bestand er am 12. Oktober 1827 die theologische Prüfung und wurde am 16. Februar 1829 im Berliner Dom durch Daniel Amadeus Neander ordiniert. Sodann wurde er Pfarrer in seinem Heimatort Schönfeld, wie zuvor sein Vater und Großvater. 1841 wurde er  Superintendent in Brüssow,  1846  Pfarrer an der neu errichteten St. Matthäuskirche in Berlin und  Superintendent des Kirchenkreises Kölln-Land. 1852 wurde er Konsistorialrat, 1853 Generalsuperintendent des Bereichs Neumark und Niederlausitz. In dieser Funktion lehnte er das Duell zwischen Bismarck und Georg von Vincke anfangs entschieden ab.  Ab 1858 übernahm er neben seinem Pfarramt auch die Leitung des St.-Elisabeth-Kranken- und Diakonissen-Mutterhauses in Berlin und der Goßnerschen Missionsgesellschaft.
1865 erschien der erste Band seines Werkes „Erinnerungen aus dem Leben eines Landgeistlichen“, von dem er bis zu seinem Tod vier weitere Bände schrieb, der fünfte und letzte wurde erst postum 1897 veröffentlicht. Daneben veröffentlichte Büchsel während seiner Amtszeit eine Reihe von Predigten und Sammlungen. 1884 legte er sein Amt als Pfarrer nieder, fünf Jahre später starb er im Alter von 86 Jahren in Berlin. Er wurde beerdigt auf dem Alten St.-Matthäus-Kirchhof (Abt. C-001-020/021), der während seiner Amtszeit und unter seiner Leitung eingerichtet worden war.
Der Berliner Senat beschloss 1984, die letzte Ruhestätte von Carl Büchsel für zwanzig Jahre als Ehrengrab des Landes Berlin zu führen. Die Frist wurde nicht verlängert.

## Familie
Büchsel heiratete  am 12. August 1829 in Schönfeld  Henriette Coroline Ernestine Simonetti (* 22. Juni 1806 in Booßen bei Frankfurt/Oder; † 26. September 1888 in Berlin), die Tochter des Amtmanns und Erbpächters Johann Christian Ernst Simonetti  und seiner Frau Henriette Wilhelmine Amalie Busch. Aus der Ehe stammen elf Kinder:, darunter  Johannes Friedrich Wilhelm Büchsel.

## Werke
- 1861: Erinnerungen aus dem Leben eines Landgeistlichen. – Schlawitz, Berlin 1861. Digitalisierte Ausgabe der Universitäts- und Landesbibliothek Düsseldorf
- 1865 bis 1897: Erinnerungen aus dem Leben eines Landgeistlichen, 5 Bände
- 1833: Gedächtniss-Predigt auf den am 20. September 1832 in den Flammen umgekommenen Pastor zu Löcknitz, Julius Theodor Moll. Gehalten den 7. October 1832. Disteria, Berlin 1832
- 1837: Weihnachts- und Neujahrsgabe für alle, die den Herrn lieb haben. Kalbersberg, Prenzlau 1837
- 1846: Von der Gotteskraft des Evangeliums von Christo. Antritts-Predigt in der St. Matthäus-Kirche zu Berlin. Thome, Berlin 1846
- 1847: Das Aufsehen zu dem Kreuze des Herrn. Predigt über Evang. St. Johannis 3, Vers 14–15, gehalten in der St. Matthäus-Kirche am dreizehnten Sonntag nach Trinitatis 1847. Thome, Berlin 1847
- 1850: Predigt am Sonntage Trinitatis 1850, nach dem Mord-Anfalle auf Se. Majestät den König, über Apostel-Geschichte Cap. 2, V. 37 u. 38 in der St. Matthäus-Kirche gehalten. Brandis, Berlin 1850
- 1851: Pfingstgabe. Acht Pfingst-Predigten gehalten im Jahre 1850 in der St.-Matthäus-Kirche. Rahn, Berlin 1851, 3. Auflage 1855
- 1849: Die Innere Mission. Predigt über Lucas X, 23–37 und Apostel-Geschichte VIII, 26–40 ; gehalten in der Matthäus-Kirche am 13. Sonntage nach Trinitatis 1849. Wohlgemuth, Berlin 1849.
- 1849: Die beiden Wege. Predigt über Matth. 7, V. 13 u. 14. gehalten in der St. Matthäus-Kirche am 23. Sonntag post Trinit. 1849. Wohlgemuth i. K., Berlin 1849
- 1856: Erinnerung an den Markgrafen Johann von Küstrin. Ein Vortrag gehalten im Auftrag des Evangelischen Vereins zu Berlin. Schlawitz, Berlin 1856.
- 1858: Predigten, gehalten in der St. Matthäi-Kirche. Wiegandt und Grieben, Berlin 1858
- 1866: Ordnung und Lieder für Betstunden während der Kriegszeit. Heinicke, Berlin 1866
- 1870: Ueber die kirchlichen Zustände in Berlin nach Beendigung der Befreiungskriege. Vortrag im Evangelischen Verein. Wiegandt und Grieben, Berlin 1870 (Sonderdruck aus der Evangelischen Kirchenzeitung).
- 1871: Predigt am Sonntage Rogate 1871 zur Feier des 25jährigen Kirchweihfestes der St. Matthäus-Kirche über die Epistel des Tages. Wiegandt und Grieben, Berlin 1871
- 1873: Predigt über Psalm 23, gehalten zu Eröffnung der August-Konferenz.